# Marco Bellocchio
Marco Bellocchio, född 3 april 1939 i Bobbio, Emilia-Romagna, är en italiensk filmregissör och manusförfattare.

## Utmärkelser
Bellocchio har bland annat vunnit Juryns stora pris vid Filmfestivalen i Venedig för Kina är nära 1967 och David di Donatello-priset för bästa regi för Salto nel vuoto 1980.

## Filmografi i urval
- 1965 – Nävarna i fickan (regi, manus, producent, roll)
- 1967 – Kina är nära (regi, manus)
- 1972 – I faderns namn (regi, manus)
- 1972 – Kör odjuret på ettan (regi, roll)
- 1975 – Ingen eller alla (regi, manus)
- 1976 – Triumfmarschen (regi, manus)
- 1980 – Salto nel vuoto (regi)
- 1984 – Enrico IV (regi, manus)
- 1990 – Snärjd av vanmakt (regi, manus)
- 2003 – Buongiorno, notte (regi, manus, producent)
- 2006 – Il regista di matrimoni (regi, manus)
- 2016 – Minnen av min mamma (regi, producent)
- 2019 – The Traitor (regi)
- 2023 – Esterno notte (regi, producent)